# Yavido Clips

Yavido Clips è stata un'emittente musicale tedesca che trasmetteva interamente videoclip, selezionando la musica popolare di maggior tendenza in Germania. La trasmissione di videoclip aveva sempre in sovraimpressione, oltre al logo dello stesso canale, anche messaggi di testo inviati dai telespettatori ed un servizio di vendite di suonerie che proponeva la suoneria del brano in onda e che si poteva usufruire solo in territorio tedesco. L'emittente ha cessato le trasmissioni il 31 marzo 2013.

## Diffusione
L'emittente era ricevibile attraverso la flotta Astra, a 19,2° Est, sulla frequenza 12148 Mhz polarizzazione orizzontale, Symbol Rate 27.500 Ms/s, Pid Video e PCR 239, Pid SID 765, Pid Audio 240.
Dal 1º gennaio 2012 sono cessate le trasmissioni via satellite, mentre sono continuate sul sito ufficiale fino al 31 marzo 2013, data di chiusura definitiva della rete.